# جائزة كندا الكبرى 1981
جائزة كندا الكبرى 1981 هو سباق فورمولا 1 أقيم بتاريخ 27 سبتمبر 1981 في مونتريال، كيبك، كندا. كان الرابع عشر من أصل 15 في بطولة العالم لسباقات الفورمولا واحد موسم 1981. حلّ الفرنسي جاك لافيت أولا بينما جاء البريطاني جون واتسون في المركز الثاني وحصل على المركز الثالث الكندي جيل فيلنوف.